# Karhoo
Karhoo était une entreprise britannique créée en 2017 et disparue en 2024 qui développait des solutions de mobilité partagée.

## Présentation
Karhoo est une société qui développe des solutions entreprises (B2B) en mode SaaS pour la mobilité.
Karhoo propose une plateforme en marque blanche dotée d'API ouvertes permettant de réserver un taxi ou VTC partenaire depuis n’importe quel site internet et application mobile ; ainsi qu’une solution complète pour les transports à la demande, incluant outil de gestion et applications mobiles pour les conducteurs et les passagers.

## Historique
Karhoo et sa maison-mère Flit Technologies sont fondées en février 2017 par Boris Pilichowski et Nicolas Andine, deux banquiers d'affaires, en partenariat avec le Groupe Renault qui investit 15 millions de dollars via sa filiale RCI Bank and Services, dans un modèle favorisant les nouvelles mobilités partagées. La start-up renaît des cendres d'une société homonyme qui développait un comparateur de taxis sur mobile et avait noué des accords avec des flottes de taxis partout dans le monde, seuls actifs conservés dans la nouvelle entité.
En 2017, Karhoo développe la plateforme Mobility Exchange destinée aux opérateurs aériens/ferroviaires et aux voyagistes en ligne pour la revente de courses de taxis dans le cadre des premier et dernier kilomètres d'un voyage. Le modèle intéresse aussi les assurances, grandes consommatrices de taxis pour leurs clients, dans le cadre de sinistres.
En avril 2019 Karhoo reçoit à Bruxelles le prix européen de la mobilité : l'European Startup Gold Prize, parmi 570 candidats. La même année Karhoo signe ses premiers partenariats commerciaux avec les grands opérateurs ferroviaires européens : Mon Chauffeur TGV Inoui, Thalys MyDriver, L'Assistant SNCF et Renfe-as-a-Service.
Début 2020, Karhoo intègre Yuso qui devient Karhoo Pool, solution de dispatch pour le transport public à la demande.

## Les chiffres (2019)
- Plus de 2 millions de taxis et VTC[8].
- 1.500 villes couvertes[9].
- Présente dans 125 pays[10].